# Lauer-Taxe
Die Lauer-Taxe ist ein Nachschlagewerk für alle pharmazeutischen Berufsgruppen, Apotheken, Pharmaunternehmen und Großhändler, gesetzliche und private Krankenversicherungen.

## Geschichte
Die Lauer-Taxe (früher Große Deutsche Spezialitäten-Taxe bzw. Große Deutsche Spezialitäten-Lauer-Taxe genannt) wurde 1950 erstmals vom Unternehmensgründer und Namensgeber Josef Lauer in Papierform zunächst als Pendeltaxe im Wagen (eine Art Karteikartenkasten auf Rollen), später in Ordnern herausgegeben. Das Werk nahm damit frühere regionale Versuche auf wie die von den Berliner Apothekern Wilhelm Wartenberg, Seydel und Wolschläger um 1910 begründete  Spezialitätentaxe für Groß-Berlin. Ab den frühen 1970er Jahren stand die Lauer-Taxe auf Mikrofilm, ab Anfang der 1980er Jahre auf den ersten PCs wie dem Lauer-Frosch zur Verfügung.
Ursprünglich ein Verzeichnis mit den zentralen aktuellen Wirtschaftsdaten der bei der Informationsstelle für Arzneispezialitäten (IFA, Frankfurt am Main) gemeldeten Fertigarzneimittel, Medizinprodukte und apothekenüblichen Waren, die in Deutschland für den Handel zugelassen sind (dem ABDA-Artikelstamm), gibt es die Lauer-Taxe im 21. Jahrhundert in um weitere Informationen angereicherten Fassungen. Sie ist integraler Bestandteil der von der Firma Lauer-Fischer vertriebenen Warenwirtschaftsprogramme und seit 2004 als Wortmarke geschützt. Zusätzliche Inhalte zum Artikelstamm sind beispielsweise Informationen zu anwendungstechnischen Aspekten (z. B. Teilbarkeit von Tabletten, Einnahme- und Indikationshinweise) und speziellen rechtlichen Aspekten (Packungsgrößenermittlung, Betäubungsmittelinformation) von Arzneimitteln sowie zu Vertragsdaten (Vertragspreise, Rabattverträge). Ferner sind auch Daten und Informationen zu anderen Produktgruppen wie Substanzen, Drogen und Chemikalien für die Rezeptur,  Kosmetika und Hilfsmittel enthalten.
Die Lauer-Taxe ist nicht nur für pharmazeutische, sondern auch kaufmännische Entscheidungen eine Basis und dient, obwohl inhaltlich auf den deutschen Markt beschränkt, auch im europäischen und außereuropäischen Ausland als Referenzquelle.
Für rund 700.000 Artikel lassen sich in der Lauer-Taxe die Apothekenein- und -verkaufspreise, die Klinikeinkaufspreise, die Herstellerabgabepreise, die Herstellerinformationen, Pharmazentralnummern, Packungsgrößen, Abgabebestimmungen, Kassenlieferverträge nach Bundesländern, Rabattverträge sowie Indikationen recherchieren und Importe finden.
Der Datensatz wird zweimal monatlich aktualisiert (jeweils zum 1. und 15. eines jeden Monats).